# Академія Месників: Голоси Marvel
«Академія Месників: Голоси Marvel» (англ. Avengers Academy: Marvel's Voices) — продовжувана серія вебкоміксів видавництва Marvel Comics, написаний Ентоні Олівейрою з ілюстраціями Кароли Бореллі, Бейлі Розенлунд, Альби Ґлез, Пабло Коллара, Карен С. Дарбо та Іґа Ґуари. Видається на платформі Marvel Unlimited як частина лінійки «Голоси Marvel».

## Історія публікації
У червні 2024 року Marvel оголосила про запуск нового коміксу Avengers Academy як щотижневої вебсерії. Нові випуски виходять щосереди.

За словами автора, події коміксу розгортаються у школі для героїв, де:
Улюблені персонажі — викладачі, їхні спадкоємці — учні, у дворі — Дикий край, поруч мешкає вампір, а в підвалі, можливо, живе Бог.
Комікс має яскраво виражену інклюзивну тематику, зокрема значну кількість квір-персонажів. Згадується також персонаж Арні Рот, гей-друг Стіва Роджерса з глибоким історичним значенням, якого Олівейра зобразив у випуску #21 як символ мужності й пам’яті про ЛГБТ-представлення в коміксах Marvel у часи СНІД-кризи.

## Персонажі
«Академія Месників: Голоси Marvel» — спіноф вебкоміксу «Голоси Marvel», присвячений навчальному закладу для молодих супергероїв — Академії Месників. У центрі сюжету — учні:
- Лунелла Лафаєт / Місячна дівчина та Диявозавр
- Нормі Осборн / Червоний Гоблін
- Бріель Брукс / Родовід
- Аарон Фішер / Капітан Америка
- Шела Секстон / Ескапада
- Джастін Джін / Юний Джаґернаут[6][7]

## Сприйняття
Перший випуск отримав середню оцінку 3,8 на League of Comic Geeks, 41 з 48 користувачів поставили йому «подобається». Серія загалом тримає стабільні рейтинги вище 4,0, з піком у 4,5. На платформі Goodreads перший випуск отримав позитивні відгуки від читачів, зокрема, 35% оцінили його на 5 зірок, а 47% — на 4 зірки, що свідчить про загальне схвалення середньою оцінкою близько 4,3 з 5.